# Gachibowli-Stadion
Das Gachibowli-Stadion (auch: GMC Balayogi Athletic Stadium; Telugu జి. ఎం. సి. బాలయోగి అథ్లెటిక్ స్టేడియం) ist ein Fußballstadion mit Leichtathletikanlage in Gachibowli, einem Vorort der indischen Stadt Hyderabad, Hauptstadt des Bundesstaates Telangana. Das Stadion trägt auch den Namen des Rechtsanwaltes und Politikers G. M. C. Balayogi, der im März 2002 bei einem Hubschrauberabsturz ums Leben kam.

## Geschichte
Das 2003 eingeweihte Stadion bietet 32.000 Zuschauern Platz. Des Weiterenstehen eine achtspurige 400 Meter lange Kunststoffbahn, eine zehnspurige 100 Meter lange Sprinterbahn auf der Zielgeraden und eine vierspurige Aufwärmebahn zur Verfügung. Innerhalb der Leichtathletikbahn liegt ein Spielfeld aus Naturrasen mit einer Größe von 105 × 68 m. Es wird meist für Fußballspiele genutzt.
2003 fanden in Hyderabad die ersten Afro-Asian Games statt und das Stadion war die Hauptveranstaltungsstätte, ebenso bei den vierten Sommer-Militärweltspielen 2007. Das Gachibowli-Stadion war neben dem Lal-Bahadur-Shastri-Stadion und dem Ambedkar-Stadion in Neu-Delhi Spielort des AFC Challenge Cup 2008.

## Galerie

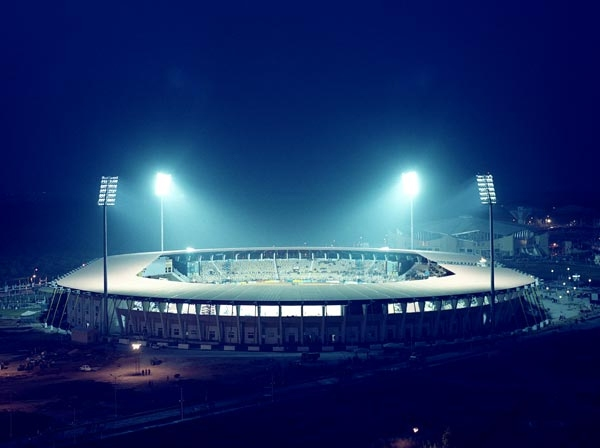
Das Stadion in Hyderabad unter Flutlicht (2006)
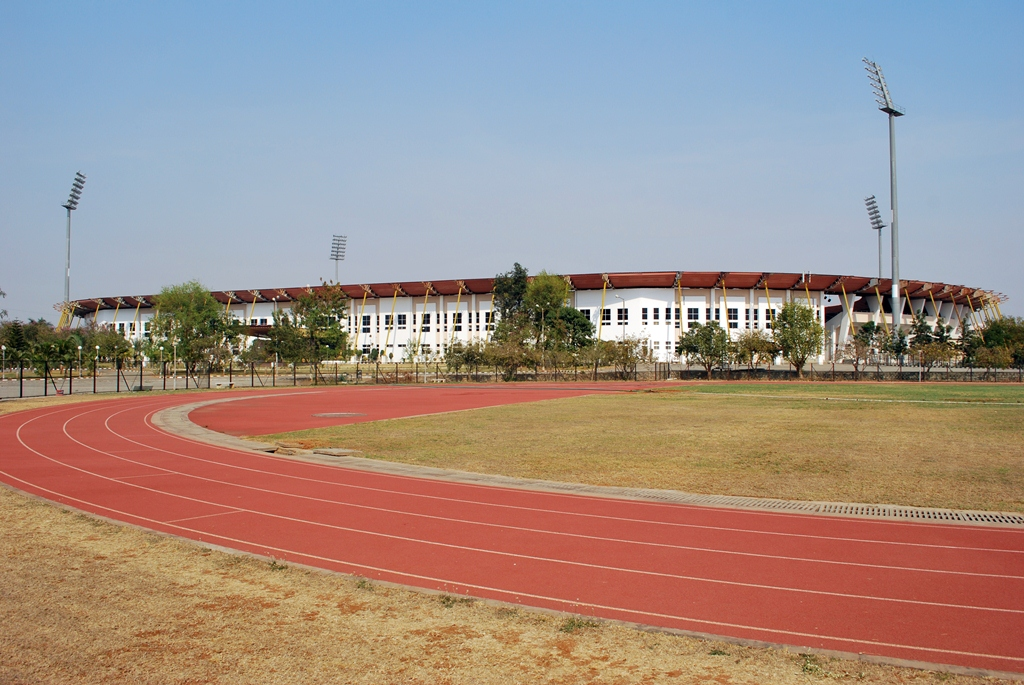
Das Gachibowli-Stadion (2012)